# Зевенгейзен (Вестерквартір)
Зевенгейзен (нід. Zevenhuizen, нід. вимова: [ˈzeː.və(n)ˌɦœy̯.zə(n)]) — село в нідерландській провінції Гронінген. Входить до муніципалітету Вестерквартір. Його населення станом на 2021 рік складало 2 725 осіб.

## Галерея

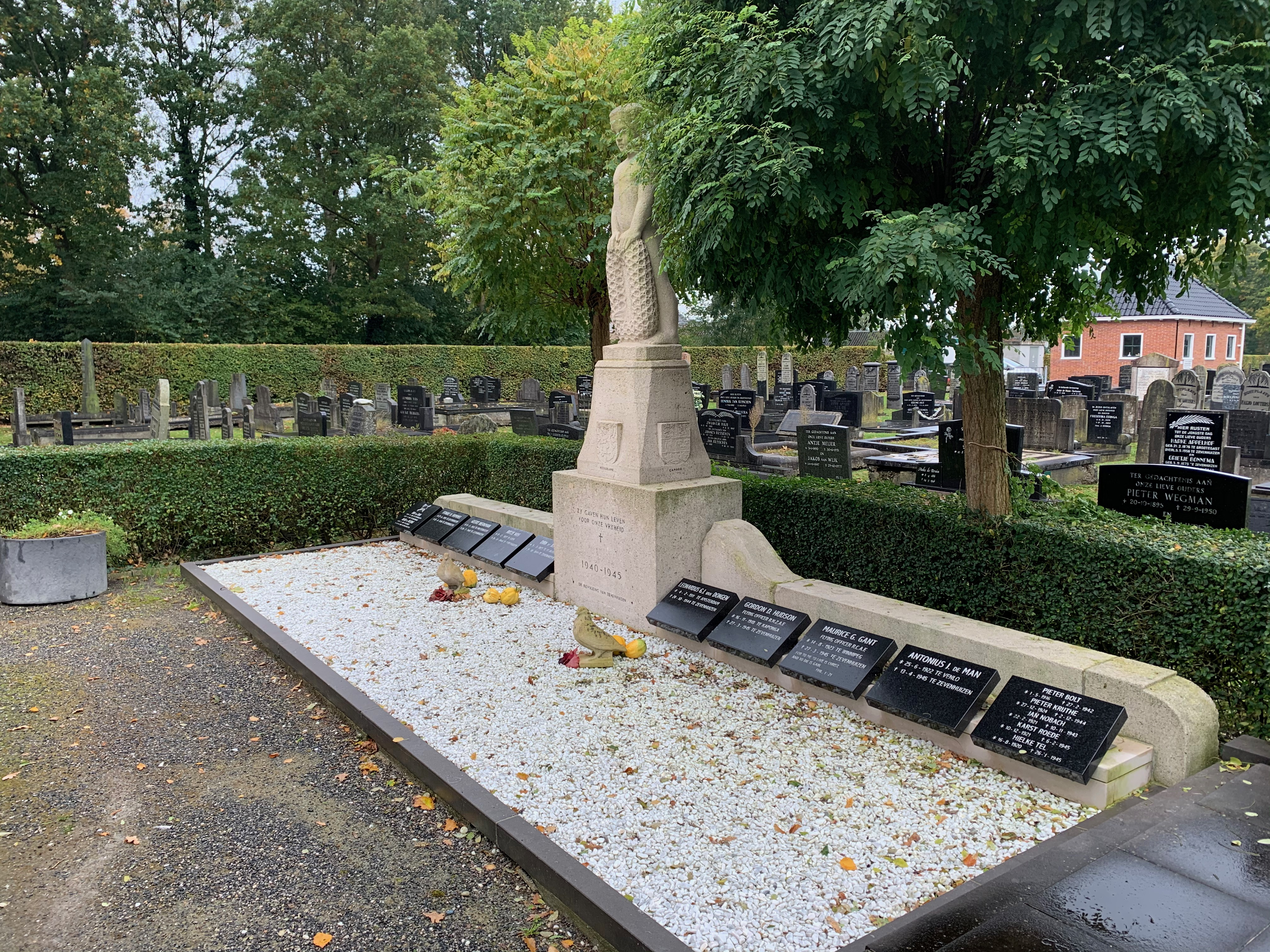
Меморіал жертвам окупації під час Другої світової війни